# Bachus i Ariadna (balet)

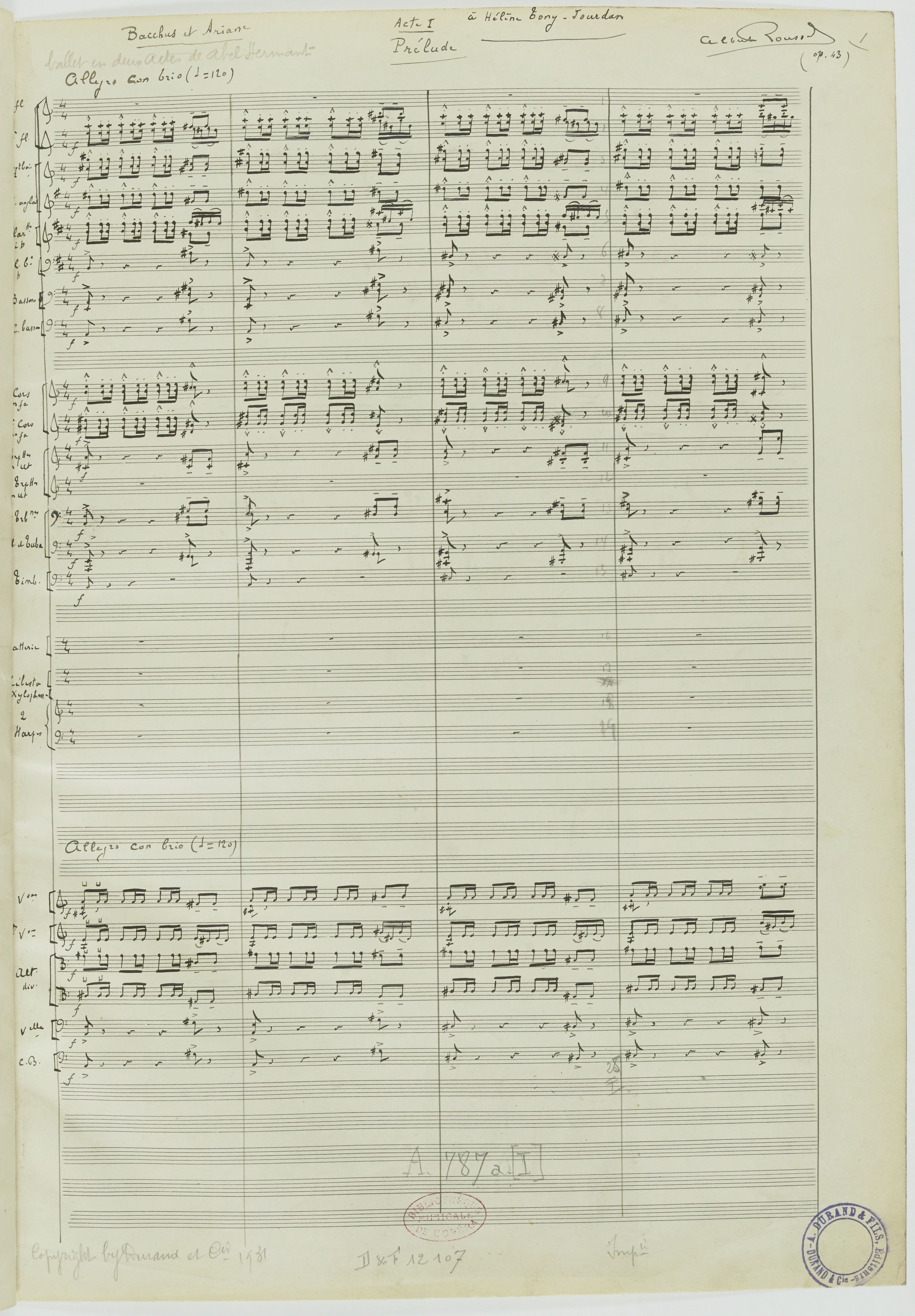
Początek Preludium z I aktu baletu Bacchus et Ariane (autograf)

Bachus i Ariadna (fr. Bacchus et Ariane ) – balet w II aktach skomponowany w 1930 przez Alberta Roussela do libretta Abla Hermanta. Wystawiony został przez Operę Paryską w choreografii Serge’a Lifara  ze scenografią i kostiumami Giorgia de Chirico  (22 maja 1931, dyr. Philippe Gaubert) .
Najsłynniejszy balet Roussela   powstał w jego domu w okolicach Varengeville-sur-Mer . Utwór utrzymany jest w stylu neoklasycznym. Na jego podstawie w 1930  powstały dwie suity orkiestrowe, które w Salle Pleyel wykonała Orchestre de Paris (I: 2 kwietnia 1933, dyr. Charles Münch; II: 2 stycznia 1934, dyr. Pierre Monteux) . Pomysłodawcą aranżacji był Monteux, który zaproponował Münchowi poprowadzenie wykonania pierwszej części (sam Münch dokonał cięć w partyturze). Druga część suity, wydana w 1931 przez Durand & Cie., dedykowana została skrzypaczce Hélène Jourdan-Morhange .
Podczas premiery w 1930 rolę Bachusa tańczył Serge Lifar, rolę Ariadny Olga Spiesiwcewa, a rolę Tezeusza Serge Peretti. W 1967, z okazji 30. rocznicy śmierci Roussela, Opera Paryska wystawiła Bachusa i Ariadnę w choreografii Michela Descombeye’a .
Początek Preludium z I aktu (wyciąg fortepianowy):